# Louise-Schroeder-Medaille
Die Louise-Schroeder-Medaille wird vom Land Berlin jährlich an eine Persönlichkeit verliehen, „die dem politischen und persönlichen Vermächtnis von Louise Schroeder in hervorragender Weise Rechnung trägt und sich in besonderer Weise Verdienste um Demokratie, Frieden, soziale Gerechtigkeit und die Gleichstellung von Frauen und Männern erworben hat“. Sie wurde bisher stets an Frauen sowie einmal an eine frauenpolitische Redaktion des RBB verliehen.

## Geschichte

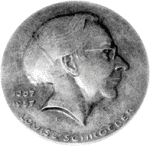
Louise-Schroeder-Medaille

Die Louise-Schroeder-Medaille wurde seit 1998 durch den Senat von Berlin verliehen. 2003 wurde das Stiftungsrecht auf Wunsch des Parlaments vom Regierenden Bürgermeister an das Abgeordnetenhaus übergeben, nachdem es wiederholt zu parteipolitischem Streit gekommen war. So scheiterte die Verleihung 2001 an die sozialdemokratische ehemalige Brandenburger Sozialministerin Regine Hildebrandt am Veto der CDU-Fraktion und 2002 gab die CDU-Politikerin Hanna-Renate Laurien die Medaille aus Protest gegen die Verleihung an Daniela Dahn zurück.
Die Medaille wird jeweils im Umfeld des 2. April, des Geburtstags von Louise Schroeder, vom Präsidenten oder von der Präsidentin des Berliner Abgeordnetenhauses überreicht. Sie ist bronzen und zeigt auf der Vorderseite ein Bildnis Louise Schroeders. Auf der Rückseite steht eine verkürzte Fassung des Ausspruchs:

„Wenn ich als Frau eine besondere Aufgabe erfüllen konnte, so war es die, die Menschen einander näher zu bringen, ihre Abneigung gegen die Diktatur zu stärken und ihnen zu helfen, soweit das möglich war.“

## Preisträger
- 1998 Carola Stern[1]
- 1999 Hanna-Renate Laurien (2002 zurückgegeben aus Protest gegen die Verleihung an Daniela Dahn)[2]
- 2000 Bosiljka Schedlich[3]
- 2001 scheiterte die Verleihung an Regine Hildebrandt am Veto der CDU-Fraktion
- 2002 Daniela Dahn[4]
- 2003 Ella Barowsky[5]
- 2004 Redaktion Zeitpunkte, Rundfunk Berlin-Brandenburg
- 2005 Jutta Limbach[6]
- 2006 Gisela Albrecht[2]
- 2007 Barbara John[2]
- 2008 Inge Deutschkron[2]
- 2009 Birgit Rommelspacher[2]
- 2010 Karoline Müller[2]
- 2011 Barbara Schaeffer-Hegel[2]
- 2012 Christine Bergmann[2]
- 2013 Jenny de la Torre Castro[2]
- 2014 Wildwasser (Verein)[2]
- 2015 Carola von Braun[7]
- 2016 Desert Flower Center des Krankenhauses Waldfriede in Berlin-Zehlendorf[8]
- 2017 Karin Hausen
- 2018 Das Verborgene Museum – Dokumentation der Kunst von Frauen e. V.[9]
- 2019 Uta Denzin-von Broich-Oppert[10]
- 2020 Gesa Ederberg[11]
- 2021 MÄDEA – Interkulturelles Zentrum für Mädchen und junge Frauen
- 2022 Gisela Notz[12]
- 2023 Housing First für Frauen[13]
- 2024 Susanne Kahl-Passoth[10]
- 2025 Flotte Lotte - Frauen und Mütter im Berliner Norden e. V.[10]

## Rezeption in der Kultur
Im Comic Der beste Freund Berlins (2019) von Katz & Goldt verleiht der Regierende Bürgermeister Klaus Wowereit die Louise-Schroeder-Medaille an Godzilla für die „Verdienste um die Nichtzertrampelung Berlins“.